# 21.ª etapa do Tour de France de 2022
A 21.ª etapa do Tour de France de 2022 teve lugar a 24 de julho de 2022 entre Paris La Défense Arena e Paris sobre um percurso de 115,6 km. O vencedor foi o belga Jasper Philipsen do Alpecin-Deceuninck e o dinamarquês Jonas Vingegaard do Jumbo-Visma conseguiu ganhar seu primeiro Tour de France.

## Classificação da etapa
| Paris La Défense Arena - Paris | etapa plana | (115,6 km) |

| \| Classificação por etapas \| Classificação por etapas \| Classificação por etapas \| Classificação por etapas \| Classificação por etapas \| \| Ciclista \| Ciclista \| Equipe \| Tempo \| \| \| ------------------------ \| ------------------------ \| ---------------------------------- \| ------------------------ \| ------------------------ \| \| 1. \| Jasper Philipsen \| Alpecin-Deceuninck \| 2h58m32s \| \| \| 2. \| Dylan Groenewegen \| BikeExchange-Jayco \| + 0s \| \| \| 3. \| Alexander Kristoff \| Intermarché-Wanty-Gobert Matériaux \| + 0s \| \| \| 4. \| Jasper Stuyven \| Trek-Segafredo \| + 0s \| \| \| 5. \| Peter Sagan \| TotalEnergies \| + 0s \| \| \| 6. \| Jérémy Lecroq \| B&B Hotels-KTM \| + 0s \| \| \| 7. \| Danny van Poppel \| Bora-Hansgrohe \| + 0s \| \| \| 8. \| Caleb Ewan \| Lotto-Soudal \| + 0s \| \| \| 9. \| Hugo Hofstetter \| Arkéa-Samsic \| + 0s \| \| \| 10. \| Fred Wright \| Bahrain Victorious \| + 0s \| \| |                    |                                    |          |
| |                    |                                    |          |
| Fonte: ProCyclingStats |                    |                                    |          |
| Classificação por etapas |                    |                                    |          |
| Ciclista | Ciclista           | Equipe                             | Tempo    |
| 1. | Jasper Philipsen   | Alpecin-Deceuninck                 | 2h58m32s |
| 2. | Dylan Groenewegen  | BikeExchange-Jayco                 | + 0s     |
| 3. | Alexander Kristoff | Intermarché-Wanty-Gobert Matériaux | + 0s     |
| 4. | Jasper Stuyven     | Trek-Segafredo                     | + 0s     |
| 5. | Peter Sagan        | TotalEnergies                      | + 0s     |
| 6. | Jérémy Lecroq      | B&B Hotels-KTM                     | + 0s     |
| 7. | Danny van Poppel   | Bora-Hansgrohe                     | + 0s     |
| 8. | Caleb Ewan         | Lotto-Soudal                       | + 0s     |
| 9. | Hugo Hofstetter    | Arkéa-Samsic                       | + 0s     |
| 10. | Fred Wright        | Bahrain Victorious                 | + 0s     |

## Classificações ao final da etapa

### Classificação geral(Maillot Jaune)
| \| Classificação geral \| Classificação geral \| Classificação geral \| Classificação geral \| Classificação geral \| \| Ciclista \| Ciclista \| Equipe \| Tempo \| \| \| ------------------- \| ------------------- \| ---------------------------------- \| ------------------- \| ------------------- \| \| 1. \| Jonas Vingegaard \| Jumbo-Visma \| 79h33m20s \| \| \| 2. \| Tadej Pogačar \| UAE Team Emirates \| + 2m43s \| \| \| 3. \| Geraint Thomas \| Ineos Grenadiers \| + 7m22s \| \| \| 4. \| David Gaudu \| Groupama-FDJ \| + 13m39s \| \| \| 5. \| Aleksandr Vlasov \| Bora-Hansgrohe \| + 15m46s \| \| \| 6. \| Nairo Quintana \| Arkéa-Samsic \| + 16m33s \| \| \| 7. \| Romain Bardet \| Team DSM \| + 18m11s \| \| \| 8. \| Louis Meintjes \| Intermarché-Wanty-Gobert Matériaux \| + 18m44s \| \| \| 9. \| Alexey Lutsenko \| Astana Qazaqstan Team \| + 22m56s \| \| \| 10. \| Adam Yates \| Ineos Grenadiers \| + 24m52s \| \| |                  |                                    |           |
| |                  |                                    |           |
| Fonte: ProCyclingStats |                  |                                    |           |
| Classificação geral |                  |                                    |           |
| Ciclista | Ciclista         | Equipe                             | Tempo     |
| 1. | Jonas Vingegaard | Jumbo-Visma                        | 79h33m20s |
| 2. | Tadej Pogačar    | UAE Team Emirates                  | + 2m43s   |
| 3. | Geraint Thomas   | Ineos Grenadiers                   | + 7m22s   |
| 4. | David Gaudu      | Groupama-FDJ                       | + 13m39s  |
| 5. | Aleksandr Vlasov | Bora-Hansgrohe                     | + 15m46s  |
| 6. | Nairo Quintana   | Arkéa-Samsic                       | + 16m33s  |
| 7. | Romain Bardet    | Team DSM                           | + 18m11s  |
| 8. | Louis Meintjes   | Intermarché-Wanty-Gobert Matériaux | + 18m44s  |
| 9. | Alexey Lutsenko  | Astana Qazaqstan Team              | + 22m56s  |
| 10. | Adam Yates       | Ineos Grenadiers                   | + 24m52s  |

### Classificação por pontos(Maillot Vert)
| Classificação por pontos | Classificação por pontos | Classificação por pontos | Classificação por pontos | Classificação por pontos |
| Ciclista                 | Ciclista                 | Equipe                   | Pontos                   |                          |
| ------------------------ | ------------------------ | ------------------------ | ------------------------ | ------------------------ |
| 1.                       | Wout van Aert            | Jumbo-Visma              | 480 pts                  |                          |
| 2.                       | Jasper Philipsen         | Alpecin-Deceuninck       | 286 pts                  |                          |
| 3.                       | Tadej Pogačar            | UAE Team Emirates        | 250 pts                  |                          |
| 4.                       | Christophe Laporte       | Jumbo-Visma              | 171 pts                  |                          |
| 5.                       | Fabio Jakobsen           | Quick-Step Alpha Vinyl   | 159 pts                  |                          |
| 6.                       | Mads Pedersen            | Trek-Segafredo           | 158 pts                  |                          |
| 7.                       | Jonas Vingegaard         | Jumbo-Visma              | 157 pts                  |                          |
| 8.                       | Michael Matthews         | BikeExchange-Jayco       | 133 pts                  |                          |
| 9.                       | Peter Sagan              | TotalEnergies            | 120 pts                  |                          |
| 10.                      | Dylan Groenewegen        | BikeExchange-Jayco       | 116 pts                  |                          |

### Classificação da montanha(Maillot à Pois Rouges)
| Classificação da montanha | Classificação da montanha | Classificação da montanha          | Classificação da montanha | Classificação da montanha |
| Ciclista                  | Ciclista                  | Equipe                             | Pontos                    |                           |
| ------------------------- | ------------------------- | ---------------------------------- | ------------------------- | ------------------------- |
| 1.                        | Jonas Vingegaard          | Jumbo-Visma                        | 72 pts                    |                           |
| 2.                        | Simon Geschke             | Cofidis                            | 65 pts                    |                           |
| 3.                        | Giulio Ciccone            | Trek-Segafredo                     | 61 pts                    |                           |
| 4.                        | Tadej Pogačar             | UAE Team Emirates                  | 61 pts                    |                           |
| 5.                        | Wout van Aert             | Jumbo-Visma                        | 59 pts                    |                           |
| 6.                        | Thibaut Pinot             | Groupama-FDJ                       | 52 pts                    |                           |
| 7.                        | Louis Meintjes            | Intermarché-Wanty-Gobert Matériaux | 39 pts                    |                           |
| 8.                        | Neilson Powless           | EF Education-EasyPost              | 37 pts                    |                           |
| 9.                        | Pierre Latour             | TotalEnergies                      | 35 pts                    |                           |
| 10.                       | Geraint Thomas            | Ineos Grenadiers                   | 32 pts                    |                           |

### Classificação do melhor jovem(Maillot Blanc)
| Classificação dos jovens | Classificação dos jovens | Classificação dos jovens           | Classificação dos jovens | Classificação dos jovens |
| Ciclista                 | Ciclista                 | Equipe                             | Tempo                    |                          |
| ------------------------ | ------------------------ | ---------------------------------- | ------------------------ | ------------------------ |
| 1.                       | Tadej Pogačar            | UAE Team Emirates                  | 79h36m03s                |                          |
| 2.                       | Thomas Pidcock           | Ineos Grenadiers                   | + 58m32s                 |                          |
| 3.                       | Brandon McNulty          | UAE Team Emirates                  | + 1h28m36s               |                          |
| 4.                       | Matteo Jorgenson         | Movistar Team                      | + 1h31m14s               |                          |
| 5.                       | Andreas Leknessund       | Team DSM                           | + 1h54m48s               |                          |
| 6.                       | Michael Storer           | Groupama-FDJ                       | + 2h20m32s               |                          |
| 7.                       | Georg Zimmermann         | Intermarché-Wanty-Gobert Matériaux | + 2h36m57s               |                          |
| 8.                       | Kevin Geniets            | Groupama-FDJ                       | + 2h45m25s               |                          |
| 9.                       | Fred Wright              | Bahrain Victorious                 | + 3h01m25s               |                          |
| 10.                      | Stan Dewulf              | AG2R Citroën Team                  | + 3h26m35s               |                          |

### Classificação por equipas(Classement par Équipe)
| Classificação por equipes | Classificação por equipes | Classificação por equipes | Classificação por equipes |
| Equipe                    | Equipe                    | Tempo                     |                           |
| ------------------------- | ------------------------- | ------------------------- | ------------------------- |
| 1.                        | Ineos Grenadiers          | 239h03m03s                |                           |
| 2.                        | Groupama-FDJ              | + 37m33s                  |                           |
| 3.                        | Jumbo-Visma               | + 44m54s                  |                           |
| 4.                        | Bora-Hansgrohe            | + 1h48m45s                |                           |
| 5.                        | Movistar Team             | + 2h11m22s                |                           |
| 6.                        | UAE Team Emirates         | + 2h19m54s                |                           |
| 7.                        | Bahrain Victorious        | + 2h58m32s                |                           |
| 8.                        | Team DSM                  | + 3h26m08s                |                           |
| 9.                        | Arkéa-Samsic              | + 3h56m51s                |                           |
| 10.                       | Astana Qazaqstan Team     | + 3h59m00s                |                           |

## Abandonos
Michael Woods, depois de dar positivo em COVID-19, Guillaume Boivin, por não se encontrar em bom estado, e Gorka Izagirre, para participar ao dia seguinte na Clássica de Ordizia, não tomaram a saída.